# کیم دونگ-هیون
این یک نام کره‌ای است؛ نام خانوادگی کیم است.
کیم دونگ-هیون (انگلیسی: Kim Dong-hyun؛ زادهٔ ۱۱ ژوئن ۱۹۹۷) بازیکن فوتبال اهل کره جنوبی است.
از باشگاه‌هایی که در آن بازی کرده‌است می‌توان به باشگاه فوتبال سئونگنام اشاره کرد.
وی همچنین در تیم‌های ملی فوتبال زیر ۲۰ سال کره جنوبی، زیر ۲۳ سال کره جنوبی، و کره جنوبی بازی کرده‌است.